# Palazzo Pescatore
Palazzo Pescatore – pałac w San Pawl il-Baħar na Malcie. Zbudowany został pod koniec XIX wieku. Jego symetryczna portykowana fasada, inspirowana przez architekturę neoklasycystyczną, podobna jest do fasady Palazzo Dragonara w St. Julian’s.

## Architektura

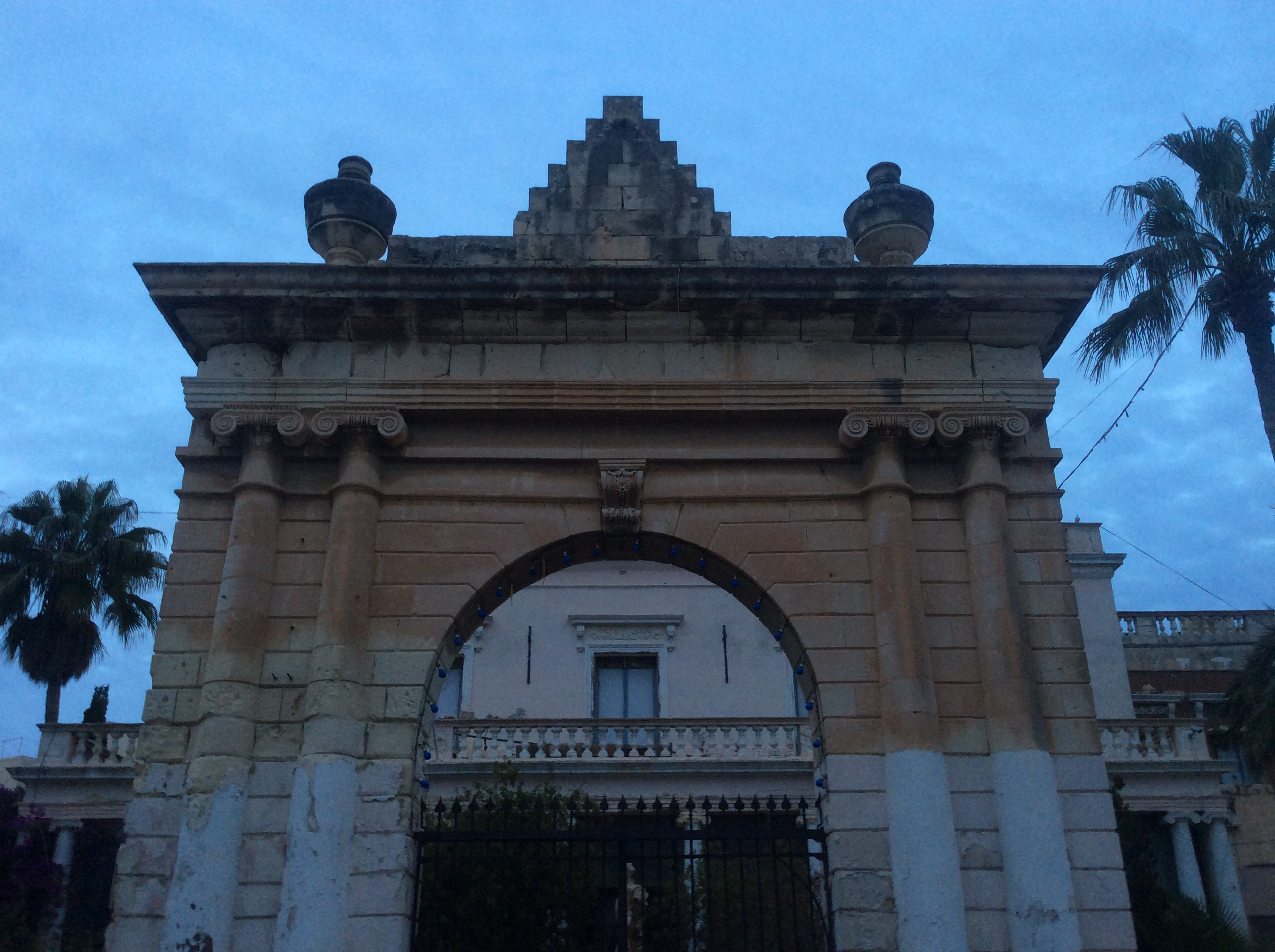
Łuk wejściowy Palazzo Pescatore jest znanym punktem orientacyjnym

Wejście na teren posiadłości prowadzi przez neoklasyczną bramę, z parą kolumn po każdej stronie łuku.
Budynek jest wysoki na dwie kondygnacje. Parter charakteryzuje się portykiem z serią jońskich kolumn, tworzącym werandę, biegnącą wokół całego budynku. Pierwsze piętro ma szereg okien, typowych dla tego okresu, kiedy wykończenia zdobione były kwiatowymi formami. Niektóre z elementów wystroju zostały dodane współcześnie. Wnętrze Palazzo Pescatore zostało w znacznej części zmodernizowane w czasie, kiedy w budynku działał klub nocny.

## Ogród
Ogrody Palazzo Pescatore zostały w ostatnich latach przekształcone w teren z nowoczesnym budownictwem. Pozostał jedynie niewielki zadrzewiony teren przed pałacem.

## Inwestycje w pałacu

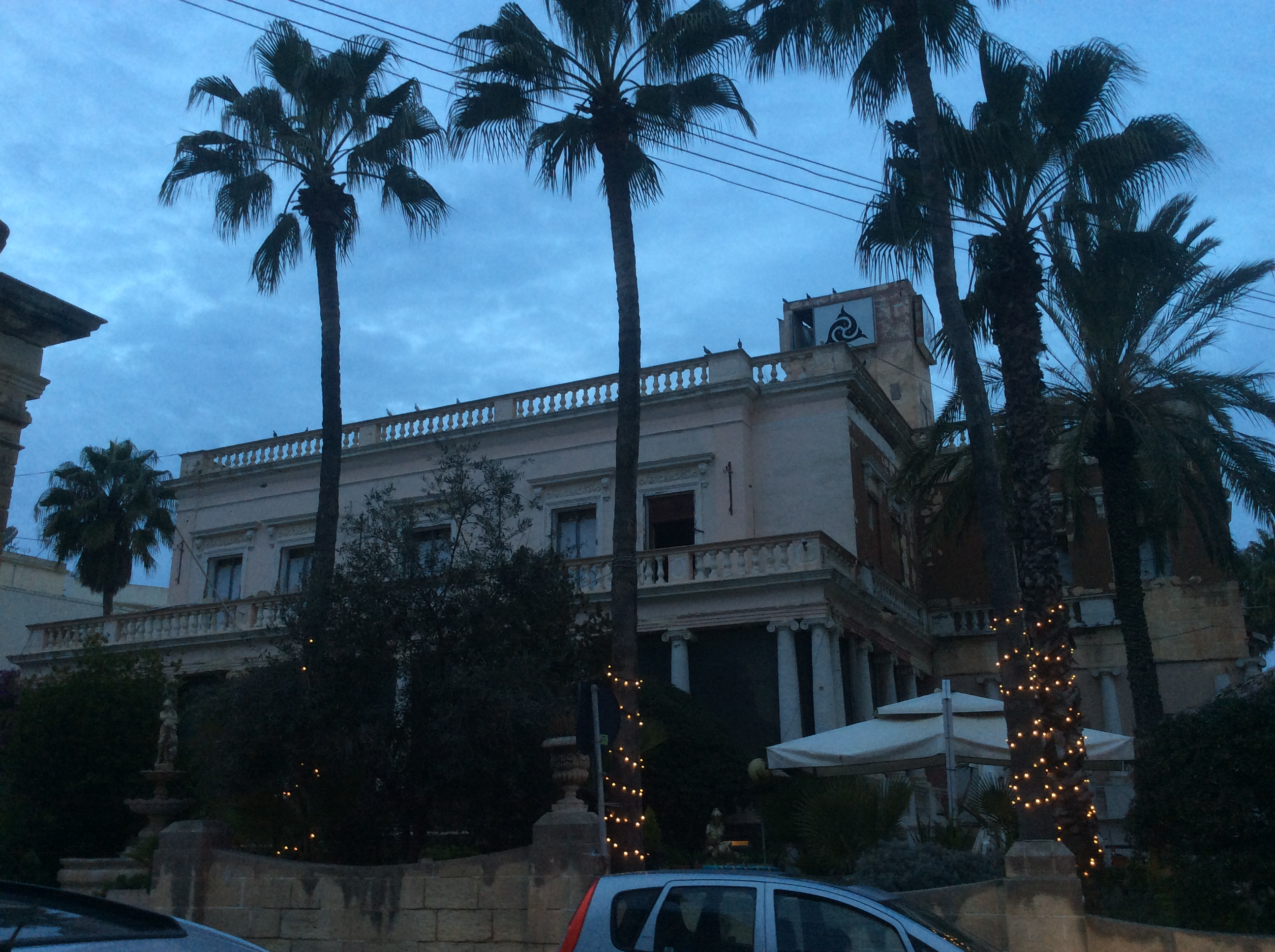
Ogród frontowy przed Palazzo Pescatore

### Klub nocny
W pewnym okresie Palazzo Pescatore używany był jako nightclub. Jednakże, z kilku powodów, sąd na Malcie zakazał prowadzenia tam tego typu działalności.

### Restauracja
Dziś pałac służy jako kompleks, mieszcząc m.in. sieciową restaurację z włoskim jedzeniem. Serwuje ona dania rybne jako "specjalność kuchni", a powodem tego jest nazwa pałacu 'Pescatore', co po włosku znaczy 'rybak'.

## Maltańskie dziedzictwo kulturowe
Malta Environment and Planning Authority (MEPA) zaliczyło Palazzo Pescatore wraz z ogrodami do klasy 2 "budynków specjalnego znaczenia architektonicznego lub historycznego", jak to zostało opublikowane w Government Gazette 6 czerwca 2006 roku (nota nr 492/06). Palazzo Pescatore, jako zabytek narodowy, przeznaczony jest do odnowienia, ponieważ w przeszłości przeszedł wiele przeróbek i unowocześnień. Tak więc pałac potrzebuje uwagi i ochrony. Chociaż jest w rękach prywatnych, ponieważ jest on dziedzictwem narodowym, rząd Malty zapewnił sobie prawo do kierowania jego użytkowaniem i negocjowania z właścicielem.
Pałac jest również umieszczony na liście National Inventory of the Cultural Property of the Maltese Islands (NICPMI).